# Harry Reid
Harry Mason Reid (Searchlight (Nevada), 2 december 1939 – Henderson (Nevada), 28 december 2021) was een Amerikaans politicus voor de Democratische Partij. Hij was van 1987 tot 2017 de senior senator voor Nevada. Daarvoor was hij van 1983 tot 1987 afgevaardigde voor het 1e congresdistrict van Nevada en van 1971 tot 1975 luitenant-gouverneur van Nevada.
Vanaf 4 januari 2003 was hij fractieleider van de Democratische Partij in de Senaat. In die functie was hij vanaf 6 januari 2015 ook de oppositieleider in de Senaat, na acht jaar meerderheidsleider geweest te zijn. Hij zat in de Senaat van 3 januari 1987 tot 3 januari 2017. Hij was de senior senator van Nevada, wat betekent dat hij de langstdienende senator voor Nevada in de Senaat was. Reid stond bekend als conservatieve democraat. Op 27 maart 2015 maakte hij bekend zich niet opnieuw verkiesbaar te zullen stellen.
Reid overleed op 82-jarige leeftijd.
- Gemeinsame Normdatei: 1248564952
- International Standard Name Identifier: 0000 0000 3548 1618
- Library of Congress Control Number: n97068221
- National Archives and Records Administration: 10575132
- Nationale Bibliotheek van Israël: 987007340863505171
- Nederlandse Thesaurus van Auteursnamen: 240705823
- SNAC: w6226fcq
- Système universitaire de documentation: 152070885
- Biographical Directory of the United States Congress: R000146
- Virtual International Authority File: 31281438
- WorldCat: E39PBJdcC3vcWYPrG7k8kyYMfq